# Jacques-Philippe de Varennes
Jacques-Philippe de Varennes (né à Rennes le 27 août 1699 et mort à Paris le 29 novembre 1745) est un ecclésiastique et littérateur français du XVIIIe siècle qui fut abbé commendataire de l'abbaye de Landévennec de 1713 à 1745.

## Biographie
Originaire d'Auvergne, il est le fils de Jacques de Varennes seigneur de Condat et de Marie Anne de Lafargue. Il est baptisé à Rennes le 27 août 1699. Destiné à l'Église, il devient docteur en théologie de la Sorbonne et du collège de Navarre et chapelain de l'oratoire du roi au Louvre, il reçoit de ce fait en commende l'abbaye de Landévennec le 24 décembre 1713 dont il prend possession l'année suivante. À ce titre, il participe aux États de Bretagne de Dinan en 1717. Les 32 années de son abbatiat laissent un excellent souvenir aux moines qui le considèrent comme « le plus bienfaisant de tous les abbés ». Après l'incendie qui ravage l'église abbatiale le 29 octobre 1729 les moines obtiennent de lui des lettres patentes leur accordant la seconde coupe du quart des réserves de bois pour effectuer des réparations. Jacques-Philippe de Varennes verse par ailleurs sur ses revenus 1.450 lives pour un autel de marbre destiné à remplacer le maitre-autel de bois incendié. Il meurt en 1745.
Prélat de cour, il se fait remarquer par deux publications plusieurs fois rééditées :
- Les Amusemens de l'amitié rendus utiles et interessans. Recueil de lettres ecrites vers la fin du règne de Louis XIV, 1729, réédité en 1741.
- Les Hommes, 1727, tome 2.